# 1972 في إسرائيل
فيما يلي قوائم الأحداث التي وقعت خلال عام 1972 في إسرائيل.

## أحداث
- 30 مايو – عملية مطار اللد
- 8 مايو – سابينا الرحلة 571

## سياسة

### تعيين في المنصب
- 1 مارس – شموئيل ميقونيس عضو الكنيست [الإنجليزية]‏.
- 27 نوفمبر – يعقوب مزراحي عضو الكنيست [الإنجليزية]‏.

### انتهاء فترة المنصب
- 16 فبراير – إميل حبيبي عضو الكنيست [الإنجليزية]‏.

## مواليد

### يناير
- 1 يناير – سامي سمير ممثل إسرائيلي.

### فبراير
- 2 فبراير – دانا إنترناشيونال
- 23 فبراير – يوسف جبارين سياسي إسرائيلي.

### مارس
- 21 مارس – غسان عليان ضابط إسرائيلي.
- 25 مارس – نفتالي بنت سياسي إسرائيلي.
- 30 مارس – ميلي افيتال

### أغسطس
- 2 أغسطس – نسرين فاعور ممثلة فلسطينية.

### سبتمبر
- 23 سبتمبر – غاليت غوتمان

### أكتوبر
- 3 أكتوبر – إيلي كوهين سياسي إسرائيلي.

## وفيات

### يناير
- 19 يناير – محمد داوود العباسي (مواليد 1913) سياسي أردني.

### يوليو
- 8 يوليو – غسان كنفاني (مواليد 1936) كاتب فلسطيني.

### سبتمبر
- 5 سبتمبر – موشيه واينبرغ (مواليد 1939) مصارع هاوي إسرائيلي.
- 6 سبتمبر – أميتزور شابيرا (مواليد 1932)